# Dénes Seres
Dénes Seres (n. 21 iulie 1953, Cățelușa, Sălaj, România) este un politician român, membru al Parlamentului României în legislaturile din perioada 1992–2020. În legislaturile 1992-1996, 1996-2000 și 2000-2004, Dénes Seres a fost senator ales pe listele UDMR.  În legislatura 2000-2004, a fost membru în grupul de prietenie parlamentar cu Regatul Spaniei. În legislatura 2004-2008, Dénes Seres a fost deputat ales pe listele UDMR iar în cadrul activității sale parlamentare, a fost membru în grupurile parlamentare de prietenie cu Republica Slovacă, Republica Ecuador, Republica Lituania și Republica Africa de Sud. De asemenea, Dénes Seres a fost delegat al Parlamentului României în Comisia Interparlamentară București - Chișinău. În legislatura 2008-2012, Dénes Seres a fost deputat ales pe listele UDMR și a fost membru în grupurile parlamentare de prietenie cu Ucraina, Republica Africa de Sud și Republica Slovacă. În legislatura 2012-2016, Dénes Seres a fost deputat ales pe listele UDMR și a fost membru în grupurile parlamentare de prietenie cu Republica Slovacă, Regatul Spaniei și Republica Malta. În legislatura 2016-2020, Dénes Seres este deputat ales pe listele UDMR și este membru în grupurile parlamentare de prietenie cu Republica Turcia, Republica Panama și Republica Elenă. 
Dénes Seres a inițiat propuneri legislative:

## Legaturi externe
- Dénes Seres Arhivat în 31 martie 2023, la Wayback Machine. la cdep.ro